# 松岛级防护巡洋舰
松岛级防护巡洋舰（日本海军名称）是旧日本海軍的一级防护巡洋舰。本级由法国设计师白劳易主持设计，最大的特点是以小船扛大炮的方式，在仅有4100吨的舰体上配备了320毫米口径的大口径火炮，意图据此抗衡当时清朝北洋艦隊的主力舰。由于本级排水量有限，保证火力的代价即为牺牲了防护能力，故有“手持利刃之赤身裸体兵”一称。本级共建成三艘，其中前两艘在法国进行建造。三号舰桥立则为培养日本本国造船能力，而在国内的造船厂进行建造。这也是日本国内首次建造如此规模的大型军舰。
本级各舰建成后作为日本联合舰队的主力参加了甲午战争，但战前日本各界寄予厚望的320毫米火炮完全没能达成设计目标。日后三舰退居二线，在日俄战争中参加了有限的作战行动，战后均改为练习舰。1908年首舰松岛因舰体发生爆炸沉没；而严岛、桥立两舰则一直作为海防舰服役并在各港口度过了第一次世界大战。一战后严岛、桥立两舰逐渐退出现役。
本级三舰均以日本三景而命名，因此也合称“三景舰”。

## 设计与概述

### 背景

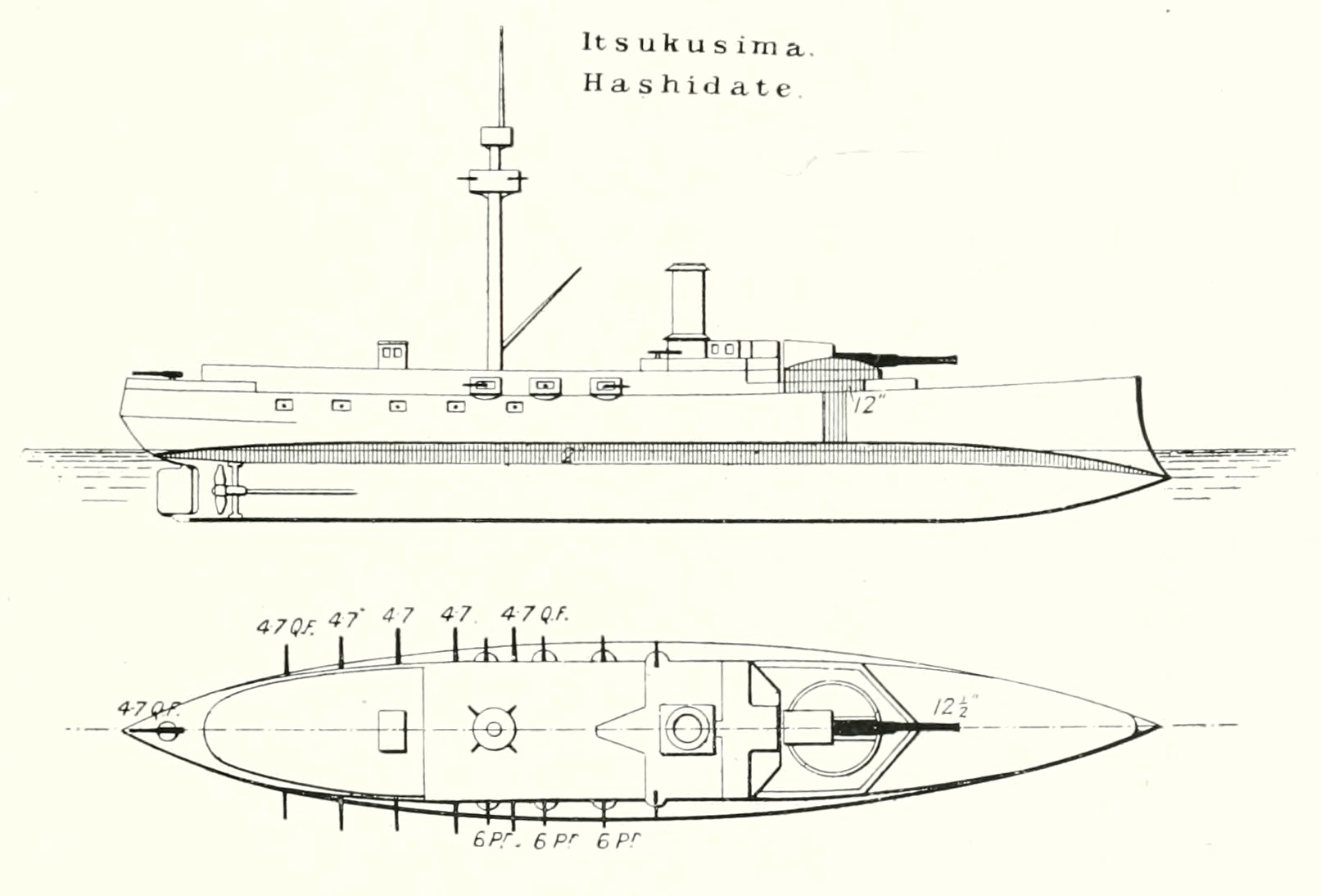
严岛号和桥立号的线图。320毫米主炮在舰艏的位置。

十九世纪末期正是法国綠水學派风头正劲之时，其主要思想是提倡以造价低廉的小型快速舰艇来抗衡昂贵的铁甲舰。当时日本聘用的法国军事顾问、海军舰艇设计师白劳易也是这一理论的热心支持者。这一理论对于当时国力有限的日本尤为具有吸引力。日本的假想敌清朝当时最大的两艘定远级铁甲舰拥有着305毫米口径的火炮和355毫米的装甲，性能完全凌驾于同时期日本任何军舰；而日本尚无力建造同等程度的大型铁甲舰来与之抗衡，因此日本政府接受了白劳易的建议，在小吨位、轻防御的舰艇上搭载大口径火炮，希望能以此击败定远级。
1885年（明治18年）时任海军卿、伯爵川村純義向时任太政大臣三条實美呈递报告指出，在两年前的1883年（明治16年）所制定的原八年海军32艘新军舰建造计划，随着当前的舰船和武器设计制造的飞速发展已经过时，需要进行更改。同时期英、法、意等国新造军舰纷纷采用了新技术，增大排水量、增强防护能力，据此日本也需要装备自己的铁甲舰，同时还要添置大批辅助舰艇。川村为此抛出了一个包括新增8艘铁甲舰、12艘一等巡洋舰、5艘二等巡洋舰在内共计92艘军舰的提案，总额7551万余日元。这在扣除掉1883-1885年已经用掉的1104万日元后，原预算案还剩下1559万余款，因此还需要另外筹措5991万日元。除此以外，同时还要设立西海镇守府和配套的造船所，各种费用也合计达数百万日元。
1885年12月22日日本实行体制改革，废除原来的太政官制度，改为实施内阁制。1886年（明治19年）日本举行了首次阁议，新体制下海军这种不切实际的愿望立即遭到了拒绝，仅批准将原定的1883年计划中剩下来的1763万日元预算额转入到1886-1888年的预算计划内，同时三年内发行1700万元的海军公债补足缺额。同年6月12日天皇批准了这一海军公债计划。没能讨要到足够的钱的海军省只好修改了自己的计划，变更为6000吨级一等海防舰两艘、4000吨级二等海防舰4艘、9000吨级一等铁甲舰一艘、岸防铁甲舰一艘、6000吨级一等巡洋舰一艘、4000吨级二等巡洋舰一艘、2500吨级三等巡洋舰两艘，合计新造54艘共6万6300吨。这一修订后的计划就是所谓的第六次海军扩张计划。而该造舰计划其实从1885年起就以明治18年度特别费的名义提前开始实施，计划中所列出的二等海防舰就是日后的松岛级4艘（实际仅建造了3艘）。
1886年（明治19年）7月5日，舰政局长伊藤提出申请，预定建造的3艘海防舰将在英国和法国各建造一艘，剩下的第三艘要在横须贺开工建造。同年7月10日，时海军大臣西鄉從道批复，三舰都在法国进行建造。1887年（明治20年）1月10日，白劳易重新提议应当在日本进行建造三号舰。他的理由是，在此之前日本想在横须贺建造军舰时，都是使用的欧洲人设计、绘制的设计图。日本本国设计人员不足，设计、制图能力一直有限，1886年日本方面进行了相关的尝试，依然无法解决这个问题。这次趁此机会，日方既然拿到了详细的图纸，掌握了相关的制造费用、船体重量分配、制造时间等信息，完全有能力自行建造；同时两间造船厂同时建造，可以增加竞争，提高效率。日本政府认可了这一提倡，决定第三号海防舰的生产交由日本国内的造船厂进行；由于第一、第二号海防舰设计有所不同，需要从中挑选一种，按照相同的样式进行建造（第三号舰实际建造时采用了第一号舰的方案）。
另一方面，1886年（明治19年）7月1日，技术会议最终敲定了详细的规格要求。同年11月19日，双方草签4140吨海防舰的建造协议，11月20日确定了图纸。合同规定，全舰不包括武器，造价为22.6万英镑。动力方面，超过5,400匹馬力（4,000千瓦特）时，每超过100匹馬力（75千瓦特）奖励1.5万法郎；若不足5400马力、但超过5,000匹馬力（3,700千瓦特）马力，则每欠缺100马力罚款1.5万法郎；5000马力以下则每欠缺100马力罚款10万法郎。低于4,500匹馬力（3,400千瓦特）马力则日本政府将会拒绝接收，并责令造船厂改用合用的其他形式的动力机械。吨位方面，超重50吨以上情况者，每超重1吨罚款500法郎。同时还规定了燃煤消耗的奖惩条件。价格方面，规定价格以英镑和法郎标注，两者汇率定为1:25.2。第一号海防舰报价22.6万英镑（569.5万法郎），同时规定自明治1886年11月1日起6个月内就下订第二艘时，价格能有所优惠，索价20.6万英镑（519.12万法郎）。
1887年（明治20年）2月2日双方正式签订第一号海防舰（严岛）的建造合同。2月28日，日本驻法临时代理公使原敬与厂方代表在巴黎签订合同修正案，其中第五条为，1886年11月20日草签的合同里规定船壳的赏罚基准重量为2132吨，现修改为2343.5吨；第六条原定价569.52万法郎，因为要新增加煤灰运输器和蒸汽绞盘等装置，修订后总价573.01万法郎。第七条规定建造时间从原定的26个月时间缩短为23个月，时间从1887年10月1日起算。
1892年（明治25年）5月21日，首舰严岛抵达日本。6月，参加接舰任务回国的辰巳少技监将制造商提供的严岛的船体和轮机部分图纸分送给参谋部技术会议、各镇守府的各种海军学校、兵器制造厂、工科学校等。这为日后日本自行建造军舰打下了基础。

### 舰体
本级舰垂线间长89.9米、宽15.6米、吃水6.4米，设计吨位4217吨。舰体采用低碳钢、双层船底，共划分为94个舱室。外观上，为三脚式单桅。主机为两台卧式三段膨胀式蒸汽机，设计时速16節（30每小時）。设计乘员436人，1893年时实际定员355人。
三舰实际服役时频繁出现锅炉漏气、腐蚀等问题，实际最高航速只能达到14節（26每小時）上下。其中尤以严岛为甚，1891年底11月12日启程返国开始就大小故障不断，一路磨蹭，修修停停。1892年（明治25年）2月9日，对于严岛的状况忍无可忍的日本海军方面向时任驻法公使野村靖发电，要求承建方在科伦坡大修之余，将原合同规定的从服役之日提供的一年轮机保质期，延后到从在科伦坡修理完毕之日重新算起。鉴于松岛的火管锅炉所使用的烟管类型和严岛一样，5月31日承建方同意，为了避免松岛出现和严岛相同的锅炉问题，将会随舰派出轮机工程人员和维修备件一同返回日本。

### 主炮

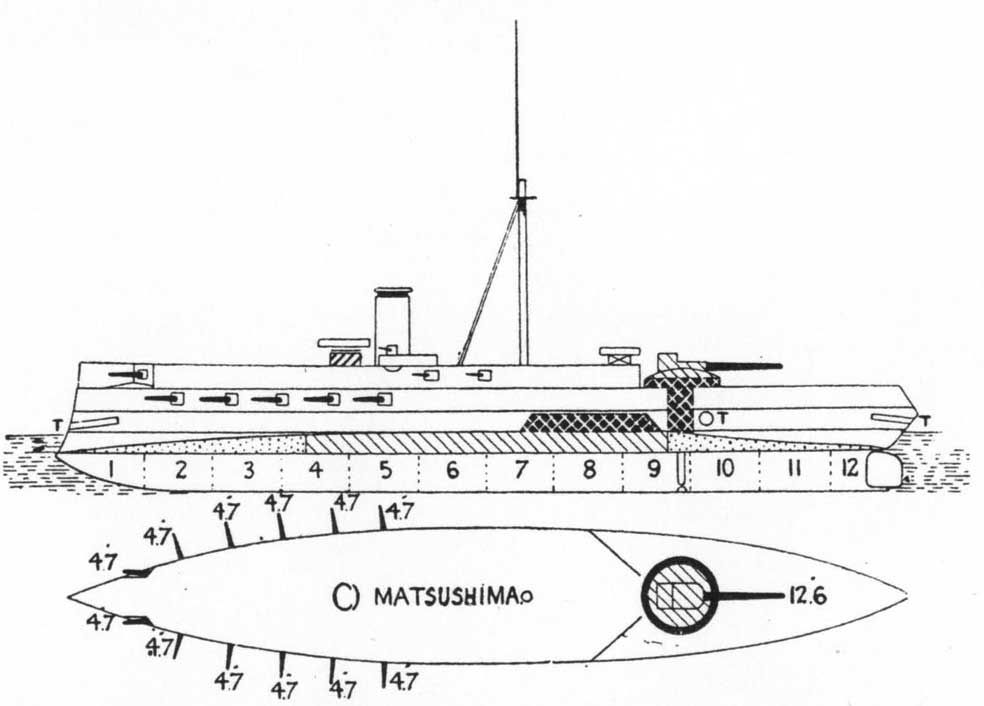
松岛号线图。320毫米主炮布置在舰艉，副炮的配置也与其他两舰有所不同。

本级舰最主要的武装就是一门加奈式320毫米后膛炮。三舰的安装位置并不相同：第二号海防舰（松岛）安装在舰艉，而第一、三号海防舰（严岛、桥立）则是在舰艏。该炮由法国施耐德公司根据加奈式火炮的规范进行制造，内管为英国制造，外管为法国生产。最初在制订本级舰指标时，要求使用的是42倍口径；但设计人员还是担心火炮过于庞大、转动时会影响军舰的平衡性，因此修改为38倍径（膛线长120777毫米；但另有出版物称为12160毫米）。火炮本身重65.7吨，操作台及输弹装置176吨，仰角10度，俯角4度，左右285度。主炮炮弹可选用450公斤实心穿甲弹或者350公斤开花弹，备弹60发，有效射程8000米；备有一个前部敞开式炮罩。三门320毫米炮总造价为243万3750法郎。
1887年（明治20年）3月17日，白劳易根据第一号舰（严岛）的实际情况，提议修改主炮位置。该舰的320毫米主炮所配备的炮架理论上有4度俯角，但因为舰艏部分锚房和收锚机等设备的阻挡，在舰身中轴线附近射击时只能达到2度俯角，要到靠近两舷的方向才能有4度俯角。而把主炮设置在舰艉，就可以实现全射界内都有4度俯角。根据这一建议，第二号舰（松岛）主炮就设置在舰艉，但三号舰（桥立）在选择方案时，还是用回了一号舰的设计。
日本方面对三舰寄予厚望，希望能凭借其320毫米火炮一举消灭北洋舰队的定遠號、鎮遠號两艘铁甲舰。但本级主炮射击限制太多，实战中完全无法发挥设想的作用。整门火炮虽然稍有缩小，但转动时依然会引起舰体侧倾，高海况下根本不能转动；同时为了降低全舰重心，设计师布置了一个非常低矮的火炮甲板，这又导致了极为严重的上浪问题，使得适航性恶化。理论射速10分钟1发，但由于种种限制，实战中射速仅有1小时1发，完全没有达到预期目标。黄海海战一役，双方主力从中午12:52开始交战，17:45前脱离接触，而本级的弹药消耗量为：
- 严岛：320毫米炮5发、120毫米炮516发、重47毫米炮754发、轻47毫米炮394发、诺典菲尔德1寸炮弹药包230包[42]；
- 桥立：320毫米炮4发、120毫米炮731发、重47毫米炮280发、轻47毫米炮440发[43]。

旗舰松岛因为受到重创引发火灾，烧毁了大量弹药，因此难以统计实际发射的中小口径弹药，而是把全部弹药都包括了进去：
- 松岛：320毫米炮3发、120毫米炮700发、重47毫米炮382发、轻47毫米炮435发、诺典菲尔德1寸炮弹药包200包、机枪弹药包1260包、手枪弹药包150包[44]。

三舰的主炮实际消耗弹药均远远低于120毫米速射炮的平均发射量。其中尤以松岛为甚：12:55一发150毫米炮弹击中松岛320毫米炮炮台围壁，导致水压管破裂；主炮刚开了一炮即陷入瘫痪状态，只能立即进行抢修。14:34，平遠號的260毫米主炮击中了松岛的舷侧，炮弹穿透了松岛的船壳板，从舰身中一路横扫，最后击中320毫米主炮炮架下方，摧毁了主炮的液压机构的油罐。这发命中彻底瘫痪了主炮，使其完全失去作用。与此同时，松岛以速射炮对平远号展开猛烈的还击，平远号260毫米主炮的旋转机构同样遭到破坏，主炮也随即瘫痪。对此有学者认为，松岛是一艘纯正的法式设计的军舰；而平远号的设计参考了法国海军的黄泉级装甲炮舰（值得注意的是黄泉级同样由白劳易设计），两艘拥有着相近的设计思路的军舰在几乎同一时间丧失主炮，这多少体现了法式设计的缺陷。

### 其他武装

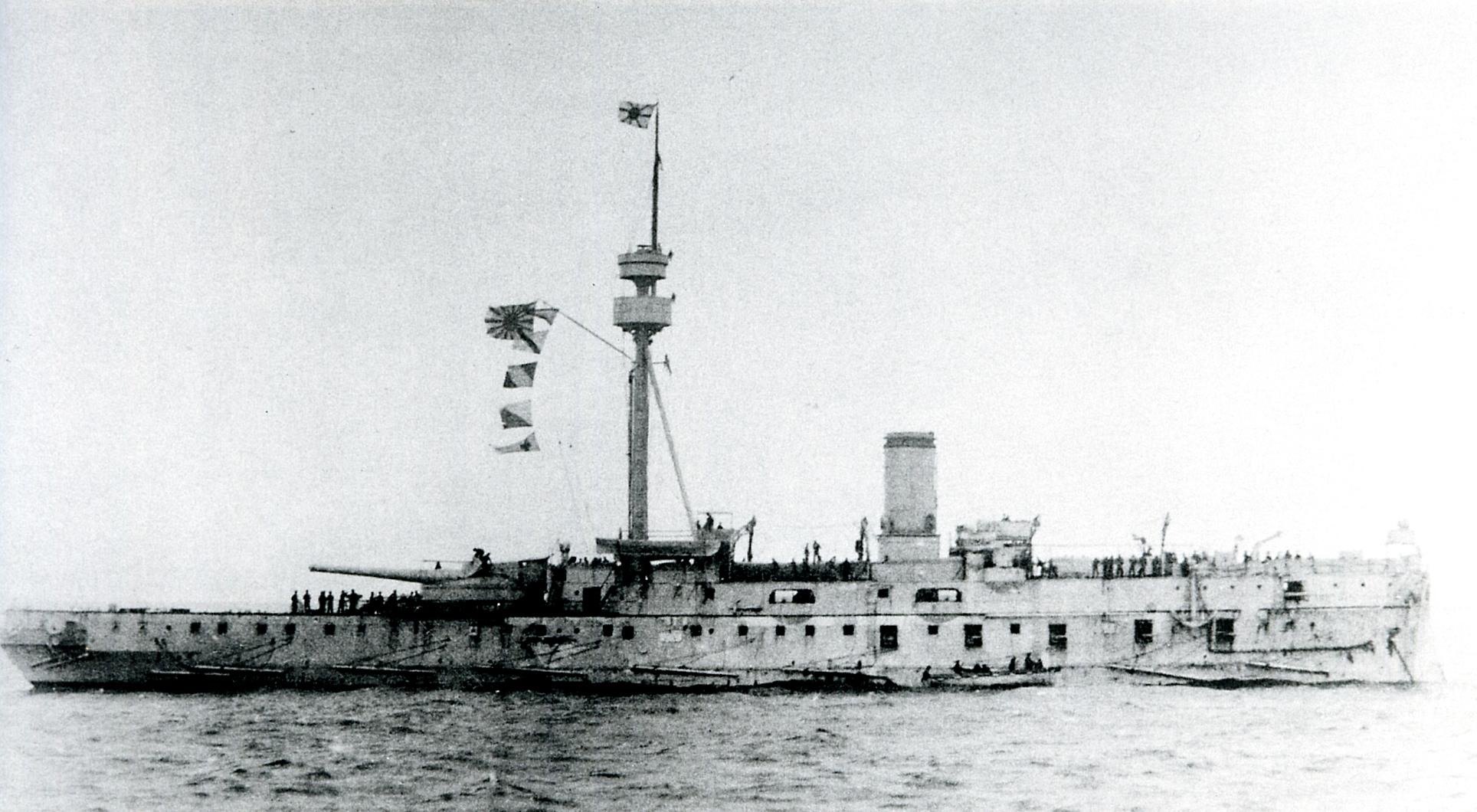
1895年的松岛号。图中能清楚看到为了降低重心，舷侧6门副炮有5门安装在了贴近水线的位置。这使得在高速航行或者高海况条件时，下层120毫米火炮极难进行射击。

本级各舰的副炮和轻武器布置方式也因为主炮的缘故而有所不同。
1887年（明治20年）10月6日的兵器会议决定向制造厂商订购120毫米长短倍径各一门进行测试。10月12日，白劳易重新提起这个问题。在诸多中口径火炮中仅有120毫米炮重量比较轻，价格也适中，因此副炮以120毫米为宜。当初和制造商交涉时，定下来的是无论长倍径还是短倍径都是按6门一组进行购买，但如今长口径并不急需，购买两门进行测试即可；短口径比较急，需要购买一门，以及200发弹药进行测试。初步决定的火炮中，长倍径版本为38倍径，内膛长4828毫米、3.94吨；短倍径32倍径，内膛长4108毫米、2.86吨。仰角25度、俯角8度，两者相同。1889年（明治22年）10月又修改配置，将原定的38倍径“寻常”120毫米炮（未说明制造商）替换为阿姆斯特朗公司40倍径120毫米炮的款式。新修改后的配置为：严岛10门前轴式、1门中心旋转式共11门；松岛：前部2门38倍径120毫米炮（就是先前已经购买用于测试的两门）、10门40倍径，共12门。
轻武器最初的设计方案为：
- 严岛：哈奇开斯47毫米速射炮6门，37毫米5管机关炮12门[51]；
- 松岛：哈奇开斯47毫米速射炮5门，37毫米5管机关炮11门[52]；
- 桥立：哈奇开斯47毫米速射炮6门，37毫米5管机关炮12门[52]。

1889年（明治22年）10月22日，有关方面申请更改轻武器配置。三舰的37毫米5管机关炮改为47毫米轻型速射炮，另全部在作战桅盘增加一挺小口径多管机枪。
最终实际建成时的火炮配备为：松岛为12门阿姆斯特朗单装120毫米速射炮，安装在前部两侧，舰艏主甲板下方的炮房内；严岛、桥立则位于主炮后方的甲板下面的炮房内，共11门，每侧5门，舰艉主甲板还有1门。每门120毫米炮备弹120发。松岛为哈奇开斯47毫米重型机关炮5门，47毫米轻型机关炮10门；严岛、桥立为47毫米重型机关炮6门，47毫米轻型机关炮12门。
鱼雷武器方面，本级三舰规格相同，均配备了4具鱼雷发射管，舰艏3具、舰艉1具；前后为固定式，两舷为旋转发射架。另外按照当时的海军惯例舰艏水下加装有撞角。
1887年（明治20年）5月30日，海军大臣次官樺山資紀向参谋本部长提交备忘录，转述白劳易的意见。白劳易提出了4点意见中，第一条为连珠水雷（用铁索相连半沉式的多个水雷）对于海防舰没有用处；而沉置水雷则应该由专门的布雷舰来安放；第三条为在舰上布置4盏格拉汉式探照灯比较困难，按照现有的计划这应该是在下一步的6500吨海防舰才应该配备的内容，希望缩减到两盏（其余两条内容分别为防鱼雷网和军官舱室布设）。7月8日，参谋本部长一品熾仁親王向海军批复，关于水雷问题，参谋本部认为这非常重要，当时日本缺少正规的铁甲舰作为舰队主力舰，因此需要这几艘海防舰专心负责近岸防御；假使海军需要把这几艘船也用来作为主力舰使用，那也要等到真的需要那么做时再把相应的水雷储存和投放设备移除。对于探照灯问题，参谋本部依旧认为该舰毕竟是要作为专守岸防用，4盏探照灯是必须的。不过最终本级依旧没有水雷投放能力。

### 防护

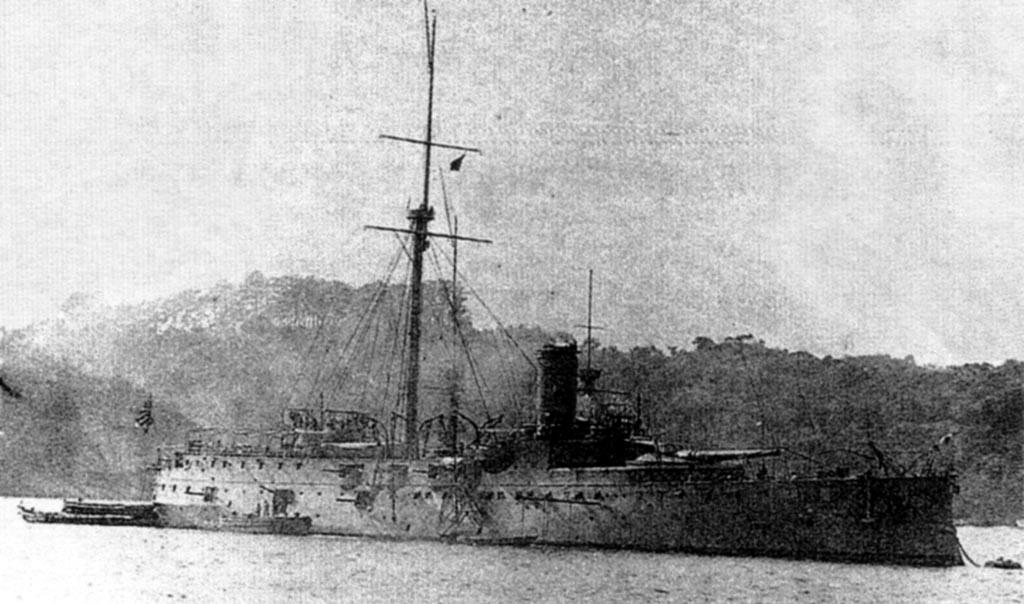
严岛号，摄于横须贺，1908年。本级三舰在十年间战时期均陆续接受了改装，每侧舷加装一门76毫米速射炮（图中120毫米炮炮台和烟囱之间的突出部分）。

本级要害部位（如轮机舱、弹药库）以及火炮防盾采用了淬火硬化钢。由于要在仅4000多吨的舰体上塞进如此多的武装，本舰严重超重，设计师被迫牺牲防护能力来降低重心。装甲甲板全部在水线下，制造明细要求装甲甲板为两块10毫米厚钢板中间再夹一块钢板；中间的钢板中央厚20毫米，舷侧厚10毫米。主炮炮座300毫米。弹药通道250毫米，铁盖50毫米，火炮防盾110毫米。主司令塔的外壁由两层钢板组成，一层100毫米，另一层10毫米；高2.5米，顶厚25毫米；后备司令塔厚25毫米，顶厚10毫米。
另外在舰身两侧设置了一道钢质装甲带。原定的设计目标为防御140（5.51英寸）中口径火炮的开花弹（高爆弹）；对于140毫米实心弹（穿甲弹），按设计炮弹在命中并击穿舰身后，由装甲带限制住炮弹，使其不要飞溅到别的地方去。根据这一要求，原定的装甲带为从水下0.3米延伸至水上1.2米，从主炮台到锅炉、蒸汽机舱之间（26号肋至71号肋）厚8毫米，高1.5米，结合部宽70毫米；艏艉相应削减厚度。但由于技术发展，新式开花弹（高爆弹）的威力较以往增加，1889年（明治22年）12月26日，白劳易建议为了应对这一威胁而增加装甲带的厚度；具体来说，就是26号肋至71号肋之间从原定的8毫米增加到10毫米；而舰艏（17号肋至26号肋）、舰艉（71号肋至81号肋）则增加到8毫米。新的装甲带设计总重量为85吨，超重15.922吨，超重部分需要靠削减舰体和搭载量来弥补。
在装甲甲板上方为第二甲板，距离装甲甲板中间部分的高度是3.25米，距离装甲甲板舷侧部分是4米。两层甲板两侧划分出一系列防水小隔间，用椰子壳粉末作为填充物。装甲甲板的出入口同样设置有用椰子壳粉末填充的防水隔间，外面覆盖有50毫米厚的倾斜装甲。引擎和锅炉舱室的两侧均以煤舱作为额外防护。
1890年（明治23年）1月10日，技术会议批准了新的装甲带修改方案。此时由于松岛、严岛两舰的舰体工程已经基本完成，所以首先从桥立开始实施。但本级本身就已经超重颇多，增加装甲导致超重的问题进一步恶化。同年10月3日，技术会议提议取消原设计的在120毫米速射炮的输弹管道（炮位和装甲甲板之间）设置的3英寸（76）防弹钢板、以及为了防止炮弹掉落而设置的阻隔装置，以节省吨位。

### 后续舰

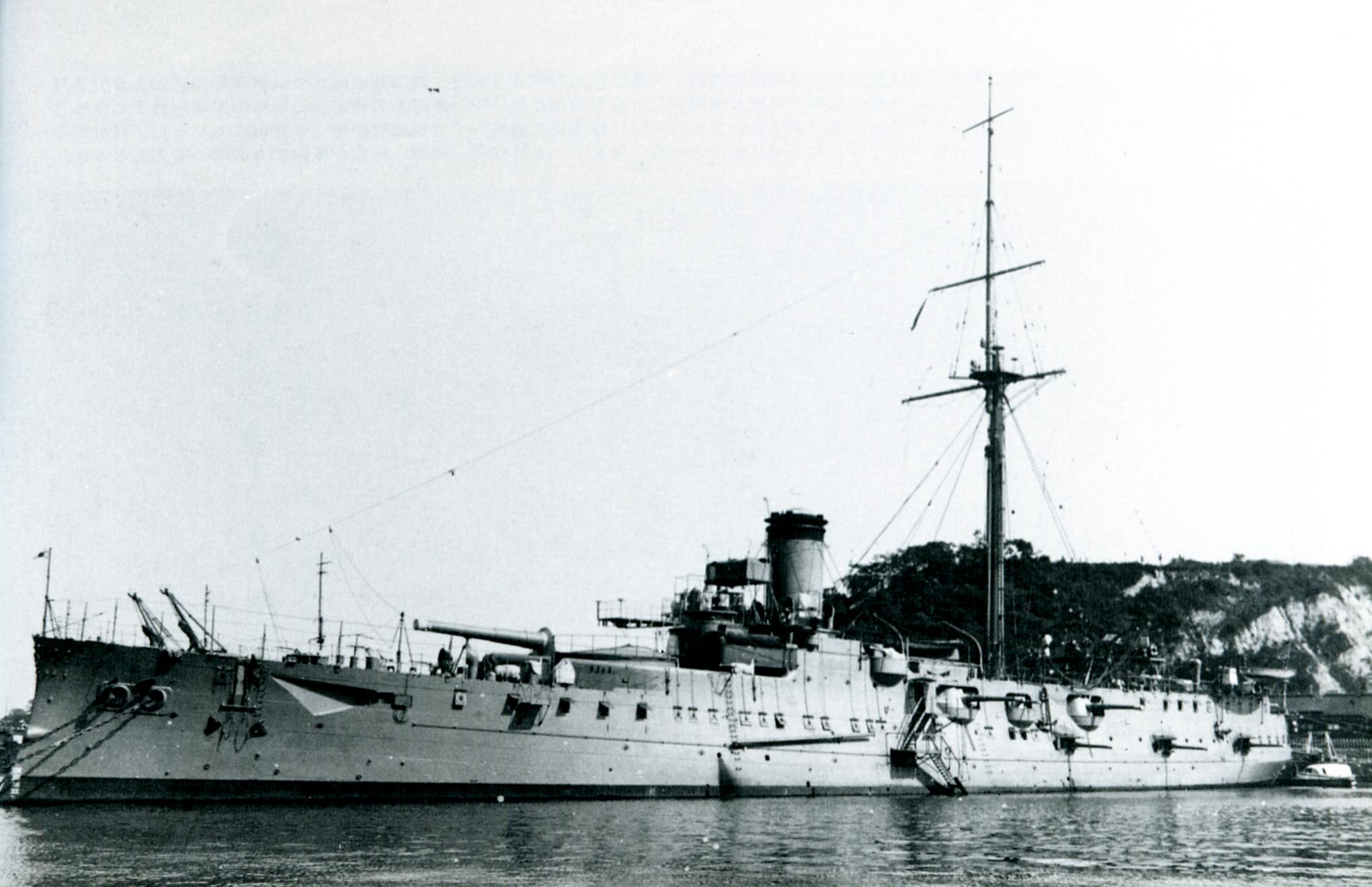
1916年所拍摄的桥立号。此时已经进行了锅炉换装，所以烟囱的外形也和刚建成时有所不同。

日本海军最初立项时计划的是新造4艘二等海防舰，但是白劳易的设计存在重心不稳、侧倾严重；甲板太低、上浪严重的问题。并且实际使用时，原设计10分钟一发的320毫米主炮仅有1小时1发甚至更低。佐雙左仲造船少监对其进行了批评，本级最终只实际建造了3艘。而原定的4号舰则推倒重来，参考美国的巴尔的摩号重新进行设计，此即日后的秋津洲號。

## 同级舰
| 舰名 | 名称来源           | 建造厂                     | 起工          | 下水          | 服役          | 简历                                                |
| ---- | ------------------ | -------------------------- | ------------- | ------------- | ------------- | --------------------------------------------------- |
| 松島 | 陸前國名胜松島     | 滨海拉塞讷地中海冶金造船厂 | 1888年2月17日 | 1890年2月22日 | 1892年4月5日  | 甲午战争黄海海战 日俄战争 1908年4月30日意外爆炸沈没 |
| 嚴島 | 安藝國名胜严岛神社 | 滨海拉塞讷地中海冶金造船厂 | 1888年1月7日  | 1889年7月18日 | 1891年9月3日  | 甲午战争黄海海战 日俄战争 1940年7月拆解             |
| 橋立 | 丹後國名胜天橋立   | 横须贺海军工厂             | 1888年8月6日  | 1891年3月24日 | 1894年6月26日 | 甲午战争黄海海战 日俄战争 1927年拆解                |